# Meczet Makam an-Nabi Sa’in w Nazarecie
Meczet Makam an-Nabi Sa’in w Nazarecie – meczet na Starym Mieście Nazaretu, na północy Izraela.

## Historia
Meczet został wzniesiony na najwyższym wzniesieniu w zachodniej części Nazaretu, w pobliżu chrześcijańskiej Bazyliki Jezusa Młodzieńca. Pierwotnie znajdował się tutaj grób muzułmańskiego proroka Nabiego Sa’ina. Pochodzenie tej nazwy jest nieznane, zwłaszcza, że w islamie nie ma takiego proroka. W 2009 roku świątynia została odnowiona.

## Architektura
Świątynia jest dwukondygnacyjnym budynkiem o kształcie trapezu, który u swojej podstawy ma 20 metrów długości i szerokości. Od strony północnej przylega do niego ośmioboczny minaret z wysoką iglicą o szarej barwie. Zewnętrzna fasada jest pomalowana na zielono, z białym łukami zdobień okien. Nad całością góruje złota kopuła.

## Nabożeństwa
Meczet jest czynny i służy miejscowej ludności muzułmańskiej do regularnych modlitw (pięć razy dziennie). Podczas modlitw nie wolno zwiedzać meczetu i należy poczekać na ich zakończenie (około 20 minut).